# Aghora (hinduizm)

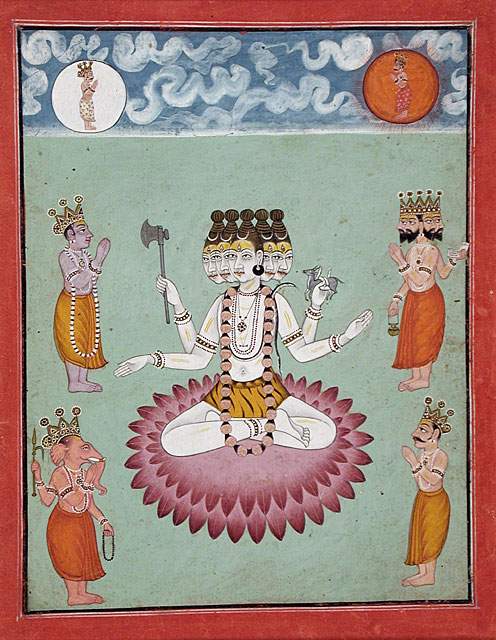
Pięciogłowy Śiwa

Aghora – Niestraszliwy przydomek Śiwy i imię jednej z pięciu twarzy Sadaśiwy lub Paramaśiwy.

## Sadaśiwa
Twarz Aghora postaci Sadaśiwy (bóstwa z ćakry Wiśuddha) patrzy w kierunku północno-wschodnim, jest ciemnoniebieska, symbolizuje mądrość, zmysł słuchu i żywioł przestrzeni (akaśa).

## Paramaśiwa
Twarz Aghora postaci Paramaśiwy jest koloru czarnego i patrzy w kierunku południowym.